# Janne Lahtela
Janne Lahtela (n. 28 februarie 1974, Kemijärvi, Lapin lääni, Finlanda) este un sportiv ce a reprezentat Finlanda, medaliat olimpic. A participat la 3 ediții ale Jocurilor Olimpice (1998, 2002, 2006) în care a câștigat o medalie de aur și o medalie de argint.